# Miagrammopes
Miagrammopes es un género de arañas araneomorfas de la familia Uloboridae.

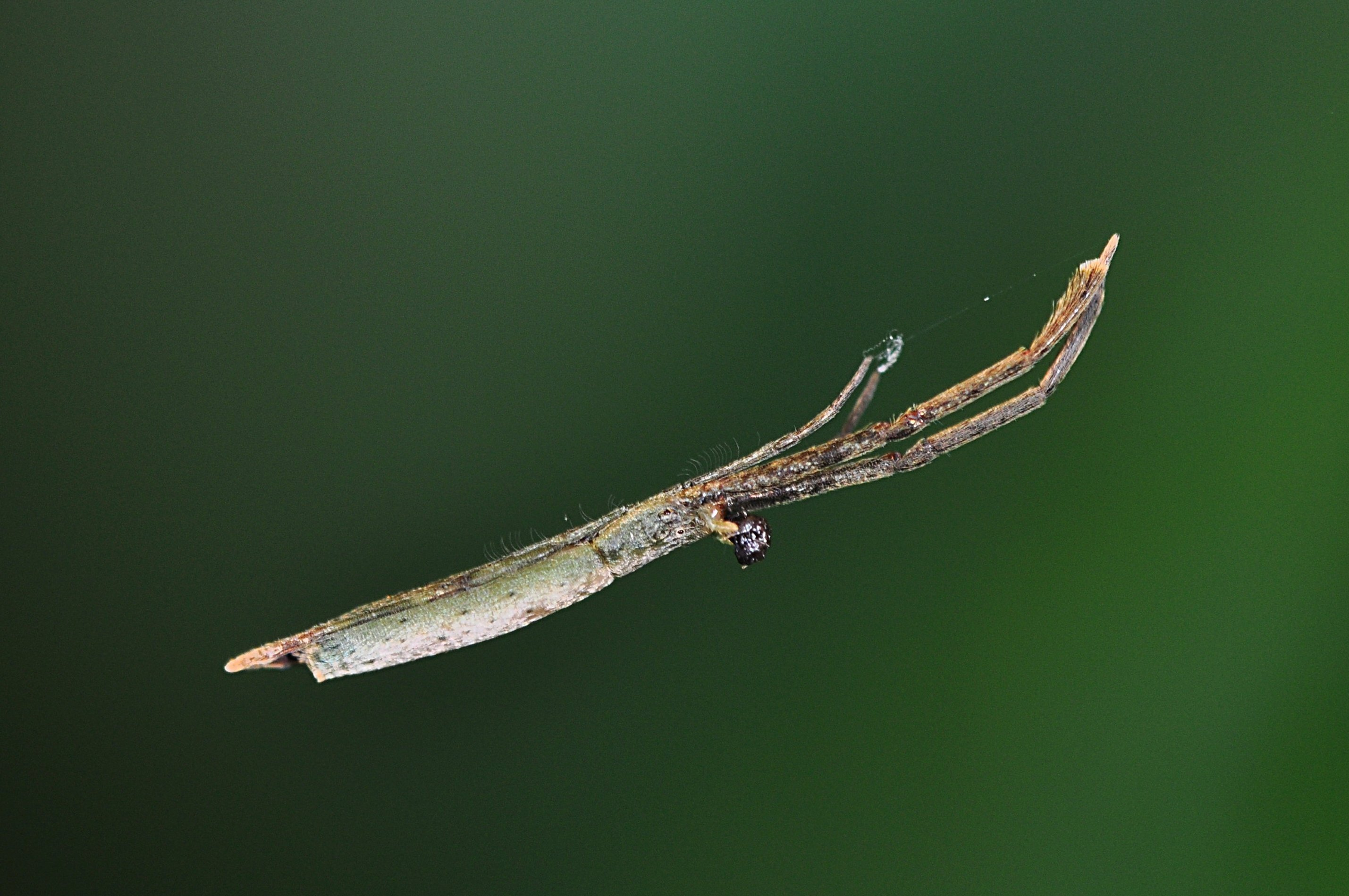
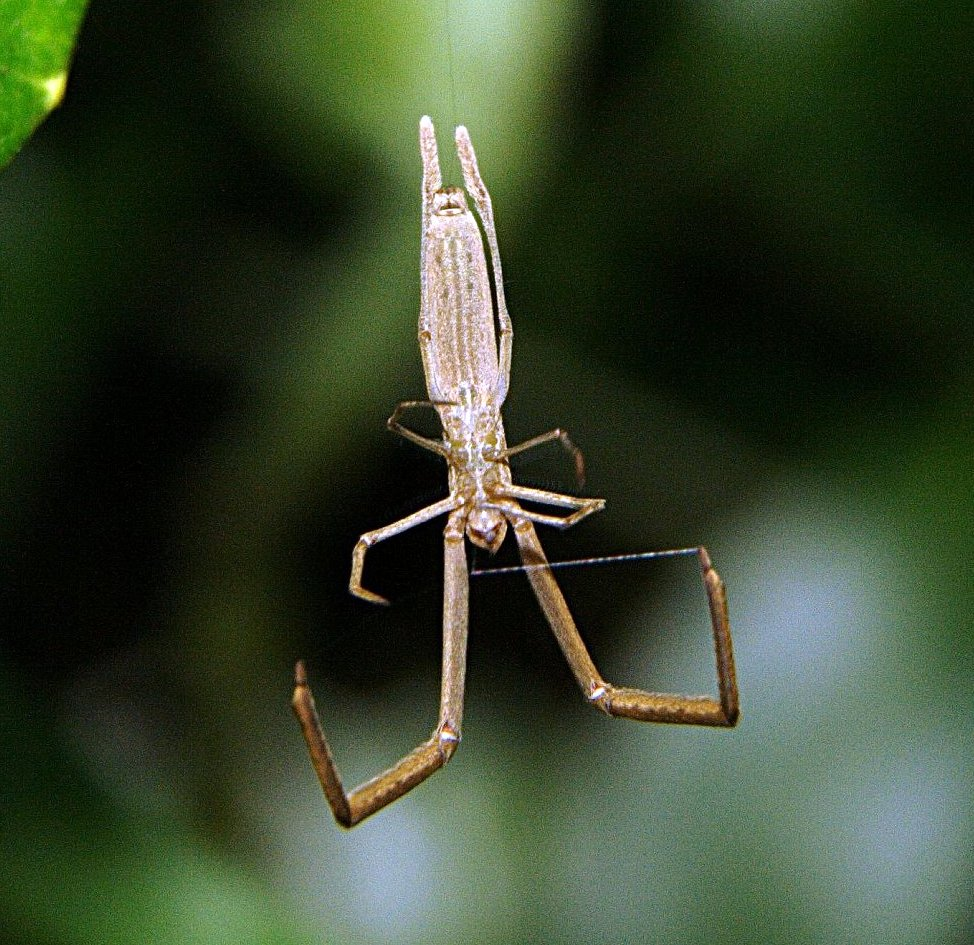
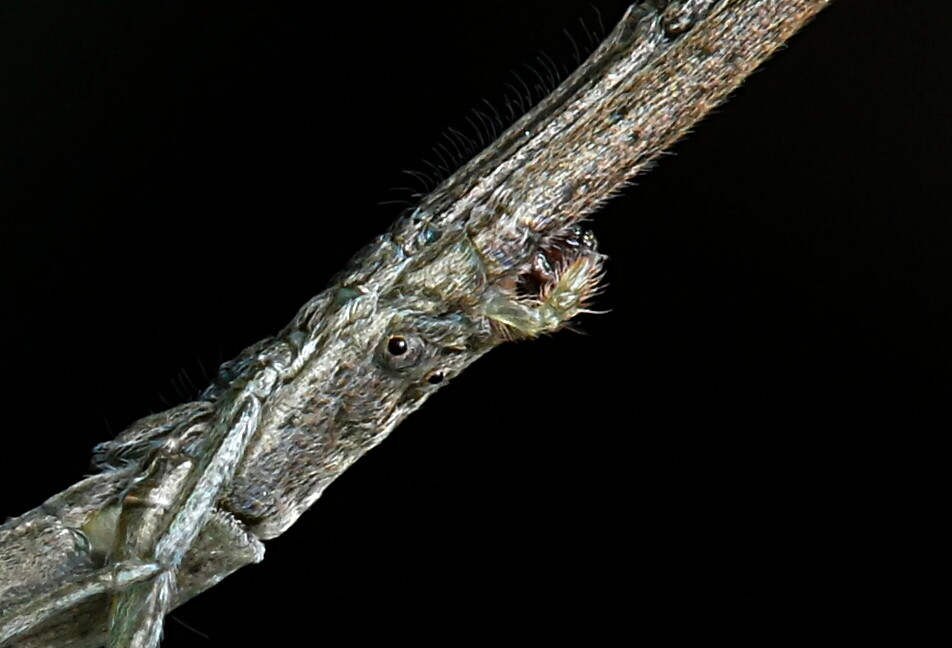
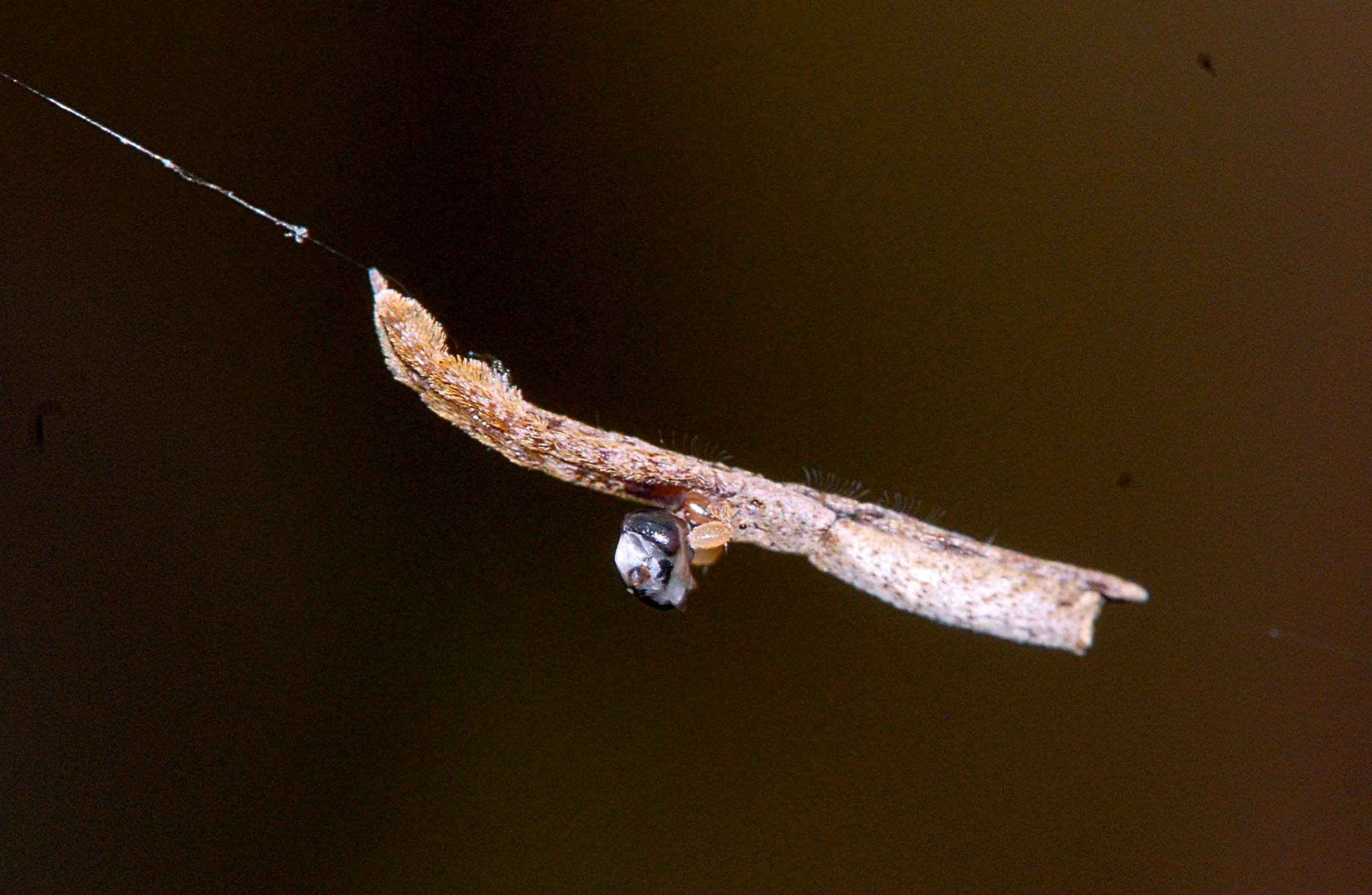
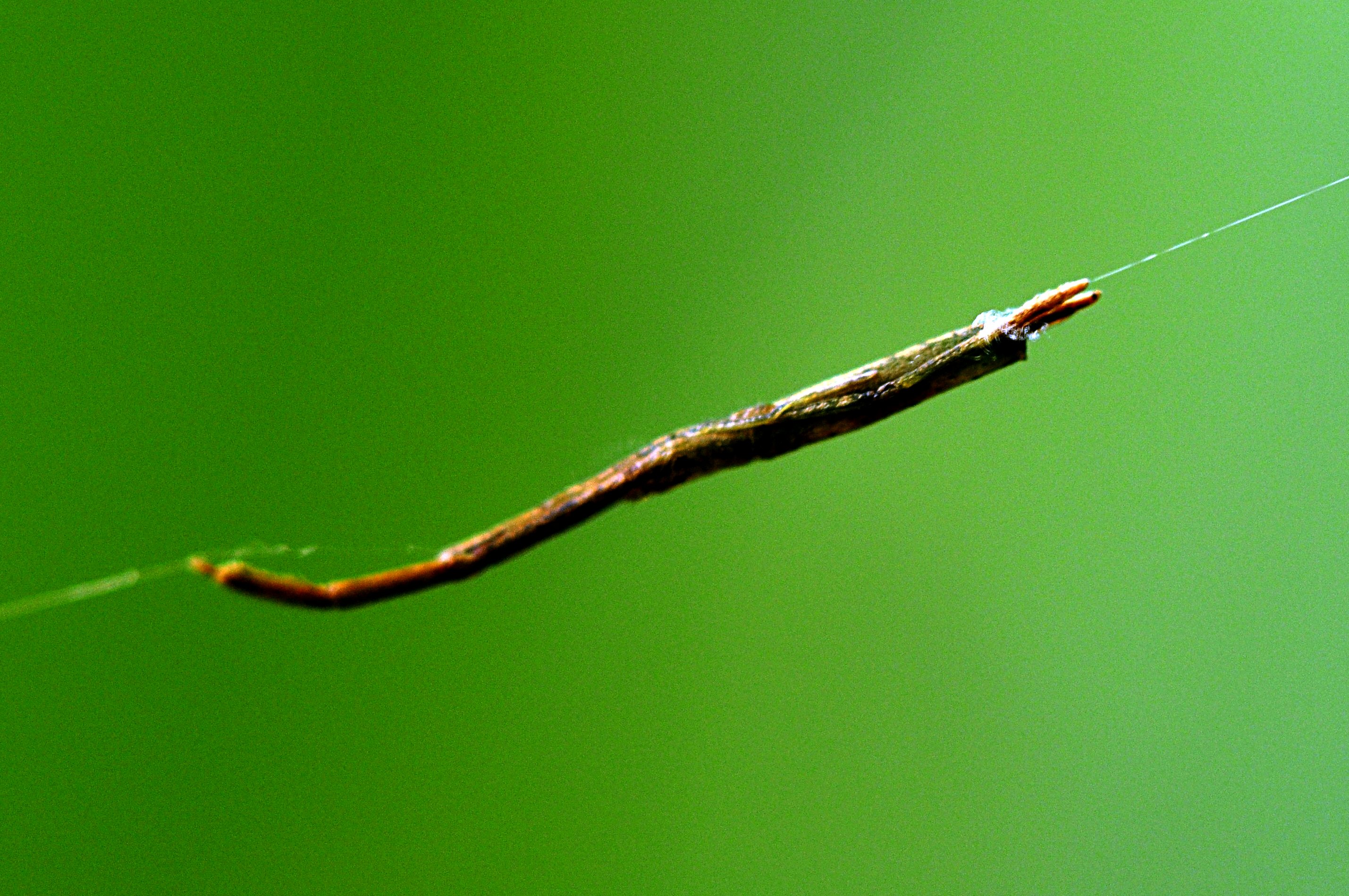
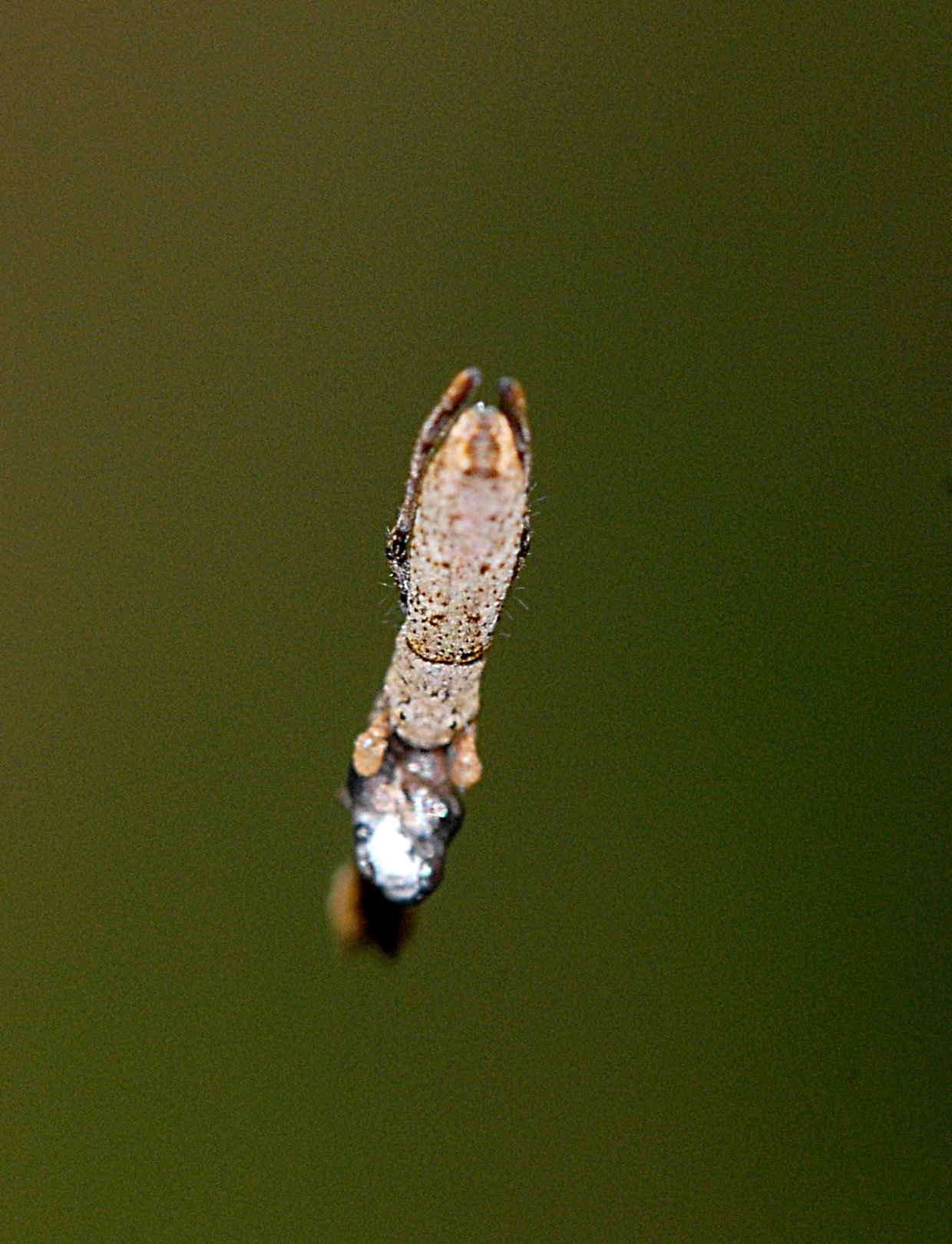

## Especies
- Miagrammopes albocinctus Simon, 1893
- Miagrammopes alboguttatus Cambridge, 1902
- Miagrammopes albomaculatus Thorell, 1891
- Miagrammopes animotus Chickering, 1968
- Miagrammopes aspinatus Chickering, 1968
- Miagrammopes auriventer Schenkel, 1953
- Miagrammopes bambusicola Simon, 1893
- Miagrammopes bifurcatus Dong et al., 2004
- Miagrammopes birabeni Mello-Leitao, 1945
- Miagrammopes biroi Kulczynski, 1908
- Miagrammopes bradleyi O. P.-Cambridge, 1874
- Miagrammopes brasiliensis Roewer, 1951
- Miagrammopes brevicaudus O. P.-Cambridge, 1882
- Miagrammopes brevior Kulczynski, 1908
- Miagrammopes brooksptensis Barrion & Litsinger, 1995
- Miagrammopes cambridgei Thorell, 1887
- Miagrammopes caudatus Keyserling, 1890
- Miagrammopes ciliatus Petrunkevitch, 1926
- Miagrammopes constrictus Purcell, 1904
- Miagrammopes coreensis Yamaguchi, 1953
- Miagrammopes correai Piza, 1944
- Miagrammopes corticeus Simon, 1893
- Miagrammopes cubanus Banks, 1909
- Miagrammopes extensus Simon, 1889
- Miagrammopes fasciatus Rainbow, 1916
- Miagrammopes ferdinandi O. P.-Cambridge, 1870
- Miagrammopes flavus (Wunderlich, 1976)
- Miagrammopes gravelyi Tikader, 1971
- Miagrammopes gulliveri Butler, 1876
- Miagrammopes guttatus Mello-Leitao, 1937
- Miagrammopes indicus Tikader, 1971
- Miagrammopes intempus Chickering, 1968
- Miagrammopes kirkeensis Tikader, 1971
- Miagrammopes lacteovittatus Mello-Leitao, 1947
- Miagrammopes larundus Chickering, 1968
- Miagrammopes latens Bryant, 1936
- Miagrammopes lehtineni (Wunderlich, 1976)
- Miagrammopes licinus Chickering, 1968
- Miagrammopes longicaudus O. P.-Cambridge, 1882
- Miagrammopes luederwaldti Mello-Leitao, 1925
- Miagrammopes maigsieus Barrion & Litsinger, 1995
- Miagrammopes mexicanus O. P.-Cambridge, 1893
- Miagrammopes molitus Chickering, 1968
- Miagrammopes oblongus Yoshida, 1982
- Miagrammopes oblucus Chickering, 1968
- Miagrammopes orientalis Bösenberg & Strand, 1906
- Miagrammopes paraorientalis Dong, Zhu & Yoshida, 2005
- Miagrammopes pinopus Chickering, 1968
- Miagrammopes plumipes Kulczynski, 1911
- Miagrammopes poonaensis Tikader, 1971
- Miagrammopes raffrayi Simon, 1881
- Miagrammopes rimosus Simon, 1886
- Miagrammopes romitii Caporiacco, 1947
- Miagrammopes rubripes Mello-Leitao, 1949
- Miagrammopes scoparius Simon, 1891
- Miagrammopes sexpunctatus Simon, 1906
- Miagrammopes similis Kulczynski, 1908
- Miagrammopes simus Chamberlin & Ivie, 1936
- Miagrammopes singaporensis Kulczynski, 1908
- Miagrammopes spatulatus Dong et al., 2004
- Miagrammopes sutherlandi Tikader, 1971
- Miagrammopes thwaitesi O. P.-Cambridge, 1870
- Miagrammopes tonatus Chickering, 1968
- Miagrammopes trailli O. P.-Cambridge, 1882
- Miagrammopes unguliformis Dong et al., 2004
- Miagrammopes unipus Chickering, 1968
- Miagrammopes viridiventris Strand, 1911
- Miagrammopes zenzesi (Mello-Leitao, 1945)